# Бедина, Алла Игоревна
Алла Игоревна Бедина (род. 24 марта 1950, Москва) — современная российская художница-график, дизайнер и живописец. Член Союза художников России (1987), Московского союза художников, Творческого союза художников России и Союза дизайнеров Москвы (2004).

## Биография

Алла Бедина, фестиваль «Арт-Ноябрь», 2007

Окончила Московскую среднюю художественную школу (МСХШ), а затем художественный факультет Всесоюзного государственного института кинематографии (ВГИК), мастерская Б. М. Неменского (1977).
Сразу после окончания института работала в журнальной графике как иллюстратор. С конца 1970-х годов занимается станковой графикой и станковой живописью, а в последние годы и арт-дизайном, в которых достигла больших успехов. Отличается остротой и оригинальностью пластического мышления, богатой ассоциативностью образного ряда, изысканностью стиля.
Её живописные, графические и дизайнерские работы в различных жанрах привлекают мастерством и богатством живописных приёмов и своеобразием колористических решений, а также свободным использованием различных материалов. Работы художницы экспонировались на престижных художественных выставках Москвы и других городов России и получили высокую оценку как зрительской аудитории, так и специалистов-искусствоведов и художественной общественности в целом.
Участница более 45-ти выставок в Москве, России, за рубежом. Работы находятся в Музее современного искусства Доктора Людвига (Кёльн, Германия), в фондах Министерства культуры РФ и Союза художников России, Государственном институте искусствознания, Доме-музее Ф. И. Шаляпина в Москве, а также в крупных частных коллекциях Франции, Германии, США, Японии, Испании, Аргентины и др.

## Мнения критиков
… В живописных работах Бединой ощущается мощный эффект экспрессивной мгновенности, столь характерной для истинных романтиков-визионеров. Кажется, ощущаешь скорость, с которой летит кисть художника.

В своих путешествиях на холсте или бумаге художник пытается изменить ход времени так, что эмоциональное напряжение, которое испытывает доверчивый зритель, следуя за художником, вполне объяснимо — ведь ему довелось пребывать одновременно и где-то здесь, и когда-то тогда, то есть и в реально осязаемом бытии, и в «потертой» об него слегка виртуальной, зато вполне исторической реальности.
— Н. И. Войскунская

Алла Бедина — живописец яркий, фактурный. Цвет то звучный, то на чуть-чуть. Живопись с мерцающей формой, — но не до потери её. Алла — интеллектуал, читающий, думающий человек. Её мир — не быт, а поэзия культуры… Поэзия, воплощенная в мечтах и во плоти её творчества.
— Б. М. Неменский

## Награды
- В 2003 году получила премию и диплом Союза дизайнеров Москвы «За многогранность творческих идей в оформлении интерьера».
- В 2004 году — Диплом СДМ «За коллекцию АРТ-объектов».
- В 2008 году награждена Золотым Орденом «Служение Искусству» Международной академии культуры и искусства (МАКИ)[3][4]